# Magia Del Tango
Magia Del Tango – pierwszy album akordeonisty Marcina Wyrostka nagrany w duecie z zespołem Tango Corazon Quintet, którego premiera odbyła się 16 grudnia 2009.
Nagrania dotarły do 1. miejsca listy OLiS. 13 stycznia 2010 roku album uzyskał status złotej płyty w Polsce, a 16 marca 2011 – potrójnie platynowej płyty.
W 2010 roku płyta uzyskała nominację do nagrody polskiego przemysłu fonograficznego Fryderyka w kategoriach Album Roku Muzyka Kameralna oraz Fonograficzny Debiut Roku.

## Lista utworów
Opracowano na podstawie materiału źródłowego.
1. „Heavy Tango” (muz. Richard Galliano) – 06:45
2. „Primavera Portena” (muz. Astor Piazzolla) – 05:32
3. „Verano Porteno” (muz. Astor Piazzolla) – 06:45
4. „Otono Porteno” (muz. Astor Piazzolla) – 08:28
5. „Invierno Porteno” (muz. Astor Piazzolla) – 07:40
6. „Fugata aus Silfo y Ondina Nr.2” (muz. Astor Piazzolla) – 03:44
7. „Milonga del Angel” (muz. Astor Piazzolla) – 05:56
8. „Adios Nonino” (muz. Astor Piazzolla) – 06:58